# Хутір 11-й
Хутір 11-й (рос. Хутор 11-й) — хутір у Кизильському районі Челябінської області Російської Федерації.
Входить до складу муніципального утворення сільське поселення Путь Октября. Населення становить 1 особу (2010).

## Історія
Від 4 листопада 1926 року належить до Кизильського району Челябінської області.
Згідно із законом від 17 вересня 2004 року органом місцевого самоврядування є сільське поселення Путь Октября.

## Населення
| 2002 | 2010 |
| ---- | ---- |
| 15   | ↘1   |